# Fuerte de Yamchun
El fuerte de Yamchun fue un antiguo fuerte, del que solamente se conservan las ruinas, situado en el tramo de la carretera del Pamir que atraviesa la provincia de Alto Badajshán, en Tayikistán. El fuerte fue construido entre el siglo III y el I a. C. y formaba parte de la red de fuertes, fortalezas, caravanserais, mercados y asentamientos construidos a lo largo de la ruta de la seda; está en la parte de la ruta que conecta China con Afganistán denominada corredor de Wakhan.

## Historia
En el año 139 a. C. el emperador Han Wudi envió a su enviado Zhang Qian a explorar el territorio que se encontraba al oeste de la zona de influencia de la China de los Han, de donde regresó con información sobre la zona que se encontraba más allá del oeste del Himalaya, y con argumentos a favor de mantener una ruta comercial que facilitara el tráfico de caravanas entre China, India y Asia Central. Esta expedición fue un punto de inflexión en el establecimiento de la ruta de la seda como una ruta comercial importante, sobre todo en cuanto al comercio de la seda entre China y Persia; facilitando también el inicio de las relaciones entre el Imperio romano y China y el resto de territorios que recorría esta ruta, como el Imperio kushán, en el actual Tayikistán. Se han encontrado incluso monedas del imperio Kushán con una efigies romanas, lo que sugiere un fuerte nivel de relación económica y diplomática entre el Imperio romano y el kushán. La capital de verano del Imperio kushán en Begram ha producido una cantidad considerable de bienes importados del Imperio romano, en particular, varios tipos de cristalería.
La parte que atraviesa las cordilleras del Pamir y del Hindú Kush en la que se encuentra el fuerte de Yamchun se utilizó para transportar bienes especialmente entre la zona China controlada por la dinastía Han, hacia el este, y hacia el imperio seléucida, al oeste. Este tramo de la ruta de la seda controlado por el Imperio kushán forma parte de la ruta norte de la ruta de la seda, que comunicaba los asentamientos Han de Kasgar o Yarkand con la zona denominada Bactriana al norte del Hindú Kush en Afganistán, a través del corredor de Wakhan en dirección al oeste. 
El Imperio kushán se benefició de este paso comercial ya que las caravanas que cruzaban la zona pagaban tributos de paso a las ciudades y al imperio, que por un lado servían para abastecer y proteger las caravanas que recorrían la ruta comercial y por otro para tener controlados a los extranjeros que cruzaban el Imperio y así proteger su propio territorio. En muchas ocasiones incluso a los comerciantes no se les permitía salir de los propios fuertes para evitar problemas con la población local.

### Presencia del zoroastrismo
El nombre local Zamr-i-Atash-Parast significa «fortaleza de los adoradores del fuego», una referencia al zoroastrismo. Yamchum por otro lado es el nombre de un riachuelo cercano al fuerte, así como de un pueblo con el mismo nombre. En otra expedición anterior de 1838 a manos del explorador Alexander Burnes, el oficial de la marina de la Compañía Británica de las Indias Orientales John Wood escribió sobre otros templos construidos en la zona por los seguidores de Zoroastro. También cuenta la superstición popular que persiste en el valle de Wakhan sobre no apagar nunca una vela de un soplido, ya que esto traería mala suerte.

## Descripción
El arqueólogo Marc Aurel Stein escribió una detallada descripción del fuerte en la expedición que realizó a Asia Central por encargo de gobierno de la India en 1928.
El fuerte, construido unos 400 metros por encima del valle,  está dividido en la parte de la ciudadela con vestigios de bastiones y cuarteles, y otras dos zonas llanas presumiblemente para la contención de una posible brecha en las murallas exteriores. En total hay tres anillos de doble muralla con un perímetro que llega a los 950 metros en la parte exterior, y unos 400 metros de diámetro. Las murallas estaban fortificadas por 36 torres con aspilleras escalonadas e inclinadas en un leve ángulo hacia abajo para que los soldados pudieran disparar hacia la pendiente, y algunas estaban también dirigidas hacia el interior de las murallas.